# Музыкальный фонтан

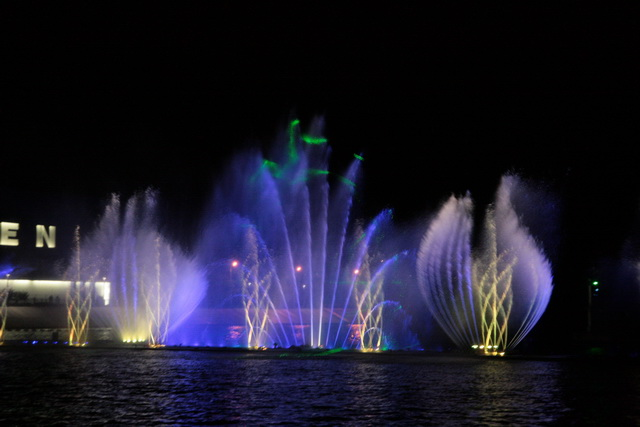
Плавающий музыкальный фонтан Roshen, который построен в русле реки Южный Буг близ острова Кемпа стал одним из символов города Винница; занесён в туристические путеводители по Украине

Музыкальный фонтан — тип фонтанa, имеющий эстетический дизайн и создающий, в соединении с музыкой, художественное представление. Такой эффект достигается с помощью пересечения волн воды и световых эффектов, создаваемых прожекторами или лазерами.
Звуковые волны и свет проецируются на водный экран, созданный строгим распределением водных струн фонтанными насадками, и затем, преломляясь и отражаясь, создаётся трёхмерное изображение. Многие из более известных являются крупномасштабными, и используют сотни фонтанных насадок и лазерных проекторов, стоимость некоторых — миллионы долларов, хотя существуют и меньшие «домашние» объекты. Пример — музыкальные фонтаны на острове Sentosa в Сингапуре.
Применяются специальные аппаратные средства и программное обеспечение, которые заставляют включать и выключать насосы и подсветку, чтобы изменяться в такт музыке, подключённой к системе.

## Хореография

### Создаваемая светокомпозитором
Программно-аппаратный комплекс позволяет человеку-светокомпозитору самостоятельно сочинять световодоструйную композицию — можно создавать художественные произведения — световодоструйные симфонии.

### Автоматическая, заранее записанная
Хореография для такого типа фонтанов создаётся с помощью специальной программы, которая пишется на персональном компьютере под определённую музыкальную композицию.
Самые ранние из них исполнялись вручную оператором, который обычно управлял насосами, клапанами и подсветкой, работая через пульт управления, так как музыка и песни исполнялись без фонограммы.
Позднее хореография могла быть записана на перфоленте, которая считывалась компьютером. Позже это записывалось на магнитную ленту, ещё позже — на компакт-диск и пр. Даже в этом случае, хореография должна была кропотливо программироваться вручную, и некоторые типы показов, исполняемых без фонограммы, от пульта контроля соединились с компьютером, который делал запись действий оператора, для более позднего автоматического воспроизведения.

### Автоматическая, анализ звука в реальном времени
Задействованное в составе автоматики фонтана электронное устройство ведёт непрерывный анализ воспроизводимого звукоряда, отслеживает сильные и слабые доли композиции, подстраивается под ритм и управляет освещением. Такая методика позволяет избавиться от необходимости задавать режимные карты композиций заранее вручную.

## История
Наиболее ранний, известный пример музыкального фонтана был показан в 1939 году на Нью-Йоркской Всемирной промышленной выставке. Три оператора управляли фонтаном, в соответствии с программой, записанной на бумажной ленте. Бумажная лента, оформленная в виде клавиш на фортепиано, проходила под стеклом, и операторы включали или выключали кнопки для открытия насосных клапанов или выключателей подсветки в зависимости от команд записанных на этой ленте. Этот фонтан был больше чем просто вода и свет. 1400 фонтанных насадок подсвеченные 3 миллионами ватт огней, плюс 400 газовых горелок с механизмом, который заставлял огонь изменять цвет, и выстреливать фейерверки из 350 пусковых установок, создавая ночное зрелище в великом масштабе. Живой оркестр, присутствовавший на ярмарке, играл музыкальные произведения, а огромные динамики передавали их на всю округу. Обновленному шоу, представленному на той же ярмарке в 1964 году, не хватало цветных огней, но были использованы перфокарты для хореографии. Записанная заранее музыка и, ставшая потом революционной, система дихроичных светофильтров (разработанная компанией Bausch and Lomb для фонтанов), благодаря которой темные и светлые линзы смогли производить одинаковый по яркости свет. Именно с помощью этого процесса, при потреблении оборудованием 700 кВт было получено более чем 3 миллиона ватт освещения. В этом шоу также были одиночные огни с множеством скользящих светофильтров для смешения цветов, и масса насадок, которые можно было регулировать — их направление менялось с помощью гидравлического привода или пневмодвигателя.

### Наследие Приставиков
В 1920-х годах, в Германии, Отто Приставик впервые задумал объединить фонтан с музыкой и изяществом балета. Его первое шоу было показано в Берлине на сцене ресторана «Рези», в котором он работал инженером — электриком. Видимые сквозь ряды сводчатых проходов, масса водных насадок создавали водные струи, которые не только поднимались и опускались, но и раскачивались из стороны в сторону или вращались по кругу, подражая настоящим танцорам. Движущиеся водные конструкции освещались разноцветными огнями, и это заставляло воду сверкать. Посетители ресторана были в восторге, когда водные струи двигались под живую музыку, которой управлял единственный оператор, сидящий у пульта управления.
Разработка Приставика вывела фонтаны на следующий уровень, когда, после войны, шоу было установлено на сцене восстановленного ресторана Рези в Бальном Зале, где оно стало местным аттракционом. Путешествуя по Берлину со своим шоу «Тщеславие на коньках», шоумен Гарольд Штейнман увидел фонтан в Рези и был охвачен этой идеей. Заключив контракт с Приставиком, он отправился к Леону Леонидоффу в Radio City Music Hall в Нью-Йорке. Впервые в истории Леонидофф заказал шоу, не посмотрев его заранее. Так шоу, названное Штейнманом «Танцующие Воды», совершило свой дебют в Америке в январе 1953 года. Четыре недели спустя шоу Танцующие Воды вновь лидировало, став первым шоу, которое было перекуплено за такое короткое время. На сей раз, к знаменитому театрализованному представлению в Radio City, посвящённому празднику Пасхи, была добавлена магия шоу Танцующие воды.
Успех «Танцующих Вод» в США натолкнул Штейнмана на мысль добавить это шоу в список туристических развлечений, и он организовал компанию Dancing Waters Inc. купив множество шоу комплектов, произведённых на фабрике Приставика. Новые шоу перепроектировали так, чтобы их можно было перевозить, а также их снабдили надувными резиновыми резервуарами для хранения воды. В шоу были использованы лучшие разработки Приставика. Так двигатели фонтанного насоса были подсоединены к мощным резисторам, регулируемые рядом рычагов на пульте управления. Перемещая эти рычаги, количество мощности, подаваемой к каждому насосному двигателю, могло изменяться. Благодаря этому работа насосов ускорялась или замедлялась и менялась высота водных струй. К тому же, в пульте управления множество рычагов было объединено в одиночные переключатели, что позволяло оператору управлять фонтаном и менять различные эффекты одной рукой.
В то время, как Отто Приставик, а вскоре и его сын Гюнтер, продолжали улучшать свои шоу в Германии, Гарольд Штейнман отправил Танцующие воды в грандиозный и успешный тур по Соединённым Штатам и всему миру. Для шоу нашёлся, по крайней мере, один постоянный «дом» — в гостинице временного проживания Royal Nevada Hotel  в Лас-Вегасе. В начале 1970-х Гюнтер перевез свой семейный бизнес во Флориду и вскоре со своим сыном Майклом продолжил модернизировать свои шоу. Он поменял название на Waltzing Waters, чтобы показать отличие от более простых фонтанов Отто Приставика. В обновленных шоу вода проходила сквозь идеально ровные насадки, изготовленные с точностью лазера, создавая очень строгие линии, которые освещались красочными огнями. Механика, с помощью которой перемещались качающиеся насадки, стала более сложной, позволяя насадкам двигаться множеством разных способов, в зависимости от того, как были подсоединены двигатели. Отказавшись от тяжёлой системы резисторов, каждому водному эффекту было предоставлено три уровня высоты — это достигалось с помощью всего лишь 2 насосов, без каких-либо клапанов. Новые шоу предлагались клиентам в качестве постоянных установок. У фонтанов, устанавливаемых на сцене, могло быть верхнее освещение, скрытое в верхней части сцены. В шоу, установленных на улице, или где верхнее освещение было неосуществимо, использовалось подводное освещение. Освещение и насадки были выстроены таким образом, что каждый отдельный эффект мог быть окрашен разным цветом. Каждый сегмент фонтана в четных и нечетных секциях, с отдельным передним и задним освещением, в трёх областях, разделяющих фонтан на трети, вместе с различными вращающимися насадками, обеспечивает, по-видимому, бесконечным множеством эффектов — все это показывает высокое качество и гениально простую механику, чем и известны Приставики. Новыми фонтанами управлял компьютер, а программы, созданные вручную на заводе, используя фонтан, установленный там, можно было отправить пользователю на компакт-диске, где эти шоу были представлены в записи. Одно такое шоу, в котором используются новые эффекты, но которым все ещё управляет живой оператор, можно увидеть в театре Waltzing Waters в Брэнсоне, штат Миссури.
Самые последние шоу компании Waltzing Waters, благодаря точности водных струй, освещающим эффектам и быстрым откликам насосов, известны под торговой маркой «Liquid Fireworks». Компания также производит шоу «Classic» и «Simplicity», которые с каждой серией предлагают меньше эффектов для менее бюджетных проектов. Размеры шоу варьируются от 8 метров до длины футбольного поля. Шоу, изготовленные по индивидуальным заказам, производятся линейно повернутые под небольшим углом, или даже резко изогнутые наподобие буквы «U». Эффектность и точность являются отличительной чертой шоу компании Waltzing Waters Inc. Компания отличается непревзойденной репутацией за очень высокую надёжность оборудования и минимальными затратами на обслуживание.

### Фонтаны фирмы WET
Фонтаны фирмы WET начались с Марка Фуллера — особенно с его университетской диссертацией по теме «струйчатый поток воды», благодаря чему струя воды может формировать последовательный поток, который удивительно похож на изогнутую стеклянную ветвь. Фуллер какое-то время работал в фирме «Дисней» в качестве инженера и использовал свою диссертацию, чтобы разработать хорошо известный сегодня «скачкообразный фонтан», который расположен в Epcot Центре Walt Disney World. Фуллер построил ещё несколько уникальных вещей для Epcot, включая водопад, который, кажется, течет в обратном направлении.
В 1983 году Марк ушёл из Диснея и образовал свою собственную компанию «WET Design». Все работы компании WET говорят о том, что она поддерживает Технологию Водных Развлечений. В большинстве этих фонтанов использованы не ламинарные гидравлические насадки, а только те, которые были разработаны компанией WET, названные Shooter. В данном случае струя воды под воздушным давлением поднимается намного выше, чем при обычных небольших насосах. Насадки Shooter варьируются от самых маленьких, которые распыляют воду меньше чем на 3 м, до огромных массивных Super Shooters, которые могут запустить струю воды почти на 40 м. Shooters достаточно шумные, звук их работы похож на громкий треск, который появляется когда вода, под давлением сжатого воздуха вырывается из сопла насадки. Эти звуки воспринимаются как часть фонтана. Само собой разумеется, что огромные Shooters должны быть установлены таким образом, чтобы водный поток не был направлен напрямую на зрителей. Компания WET также производит фонтаны позволяющих зрителям контактировать с водными струями.
Компания «WET Design» производит множество различных музыкальных фонтанов по запросу клиентов, хотя это лишь небольшая часть всего ассортимента компании. Многие из них являются архитектурными фонтанами, которые были запрограммированы так, чтобы они включались в определённое время и показывали короткое шоу. А многие используют отличительную черту компании WET — скрывают насадки и резервуар с водой под мостовой, что позволяет посетителям не только наблюдать, но и напрямую контактировать с водой.
Отличный пример такого шоу — это Международный Фонтан, построенный для Выставки 21 века в Сиэтле в 1963 году. В оригинальном проекте использовались водные и световые образы наряду с музыкальным сопровождением, хотя эти образы изначально не были спроектированы для работы синхронно с музыкой. Фонтан был очень большой, спроектированный в виде бетонной чаши, окружённой «лунным ландшафтом» из толченого известняка, в центре которой был плиточный купол, усыпанный заострёнными чёрными насадками. Так как фонтан был разработан не для взаимодействия с людьми, то он, фактически, представлял опасность для тех, кто решался поиграть под падающими струями. Компания WET в перепроектированном в 1996 году фонтане заменила толченый известняк на текстурированное бетонное покрытие, а купол, похожий на колючего морского ежа, поменяла на купол из блестящей стали с насадками, вмонтированными таким образом, чтобы поверхность оставалась гладкой. Поменяв разноцветное освещение на белое, компания WET добавила туман, кольцо своих насадок Shooter, встроенных в камни вокруг основания купола, и четыре огромных насадки Super Shooter, скрытых в верхней части купола. Каждый час отмечается тем, что фонтан показывает один из своих многочисленных эффектов, чтобы образовать синхронизированное шоу, и так в течение всего дня. Фонтанные шоу компании WET варьируются от одиночных, коротких композиций до попурри из множества музыкальных треков, а Международный Фонтан представляет серии шоу и того, и другого типа.
Другие фонтаны компании WET, работающие под музыку, имеются в Японии (на стадионе Tokyo Dome), в Солт-Лейк-Сити, и в Epcot центре (Фонтан Наций, в котором использована разноцветная подсветка и насадки Shooter разных размеров). Самый известный на сегодняшний день проект компании WET — это фонтаны Bellagio в Лас-Вегасе. Установленные в искусственно сделанном озере длиной в 1000 футов, площадью почти в 10 акров, эти фонтаны танцуют под музыку самыми необычными образами. Фонтан сделан в виде пары огромных концентрических колец, длинной, изогнутой арки и двух кругов поменьше, которые присоединены к каждому концу арки. Насадки Shooter обрисовывают все аспекты показа, позволяя арке и кругам подниматься в виде колонн и занавесей из воды. Они также обеспечивают постепенное увеличение скорости без скачков до 698 миль в час. Планировалось использовать насадки Super Shooter, чтобы они обрисовывали все круговые сегменты показа, но их дальность была недостаточной для дизайнеров компании WET, которые хотели, чтобы струи казались такими же высокими, как и башня отеля, если смотреть с улицы. Вновь спроектированный дизайн, названный Hyper Shooter, запускает струи почти на 240 футов в воздух, и когда стреляют все 192 насадки Hyper Shooter, звук подобен залпу огромного орудия.
Нуждаясь в более тихом способе перехода от одного отрывка музыки к другому, инженеры компании WET разработали насадку Oarsman — роботизированная водная струя, которая может двигаться на 120 градусов из стороны в сторону и на 90 градусов вперёд и назад, сочетающаяся с набором огней, следующих за водным потоком. С направлением, высотой воды и светом каждой насадки Oarsman, управляемой независимо от каждой другой насадки Oarsman, на озере можно создать почти нескончаемое множество образов.
Устройство, производящее туман, который поднимается из-под воды, может покрыть полностью все озеро туманом, а 4500 индивидуально управляемых подводных подсветок следуют за точными движениями образов, сверкая на воде или пылая сквозь туман. С прошлого года кольцо недавно разработанных насадок Shooter в самом сердце центрального кольца выделяет несколько показов, в которых струи воды поднимаются на высоту в 400 футов над озером. Фонтаны Bellagio работают каждый день в течение получаса и каждый вечер в течение часа, показывая своё представление под любую музыку — от оперы до поп-песен. Команда подводных инженеров всегда на месте, обслуживая все сложные механические, электрические и гидравлические системы фонтана. Несмотря на масштаб таких шоу как Фонтаны Bellagio, они должны быть запрограммированы и поставлены вручную. Компьютеры помогают в процессе, но инженеры должны все же проводить недели, иногда месяцы, на каждом новом шоу, прежде чем оно будет готово для размещения попеременно с другими шоу. Так работают со всеми музыкальными фонтанами компании WET — даже немузыкальные фонтаны должны быть запрограммированы.

#### Имитаторы и подражатели
Многие имитировали и подражали стилю водных шоу Танцующих вод. В Соединённых Штатах единственными подобными фонтанами являются Musical Waters. Боб и Эллен Чейз организовали эту фирму в начале 1980-х. Они сдают в аренду маленькие фонтанные шоу, которые проигрываются вживую. Боб Чейз, бывший инженер на фирме Гарольда Штейнмана Танцующие Воды, создал свои собственные шоу. Шоу Musical Waters используют основные механизмы Танцующих Вод. Эти шоу — уникальны, так как Боб и Эллен, вместе, проигрывают каждое шоу вживую. Несмотря на недостаток вращающихся насадок, что обычно определяет шоу такого типа, шоу Musical Waters — одни из немногих, которые все ещё сохраняют большую часть той простой элегантности, что определяла первые фонтаны Отто Приставика, включая визуальную привлекательность человеческого элемента с живыми «фонтанщиками», управляющими эффектами. Многочисленные изготовители на Ближнем и Дальнем Востоке, в Индии и Пакистане, копировали стиль Танцующих Вод. Многие из них обновили внешний вид индивидуально созданными насадками, большими водными экранами, на которые можно проектировать видео, и лазерными эффектами.
Шоу строятся не только в стандартной линейной форме, но и в круглых, полукруглых и продолговатых формах, в разнообразных резервуарах и во многих других расположениях. Во многих местах в Индии музыкальный фонтан — это то, что обязательно должно быть в любом городе, и, конечно же, там будет, по крайней мере, одна, если не множество местных компаний, готовых построить их. Шоу компании Waltzing Waters Inc. продолжают оставаться первыми в списке надёжных и качественных компаний, превосходя все остальные фонтаны по эффектности и сложности.

## Некоторые музыкальные фонтаны
- en:Grand Haven Musical Fountain — построен г. Гранд-Хейвен (Grand Haven, Мичиган) в 1963 г. добровольцами. Разработан местным инженером, этот фонтан был изготовлен на основе шоу Приставика, которое видели в Германии. Показ включает небольшое количество водных образов, сгруппированных в четные и нечетные сегменты, с одинаковыми образами в каждом сегменте. Большой веерообразный массив, расширенный занавесами из воды сзади и спереди, названный Peacock (павлин), а также три насадки в виде пожарного шланга — одна расположена вертикально в центре, другие направлены в угол с каждого конца — все это и есть шоу, производящее простой показ в стиле Танцующих вод. Разноцветные огни выстроены вдоль переднего края фонтана в индивидуально-управляемые группы в красном, синем, янтарном и белом цвете, а задняя часть занавеса и насадки Peacock имеют свои собственные подсветки — зелёная и жёлтая для занавеса, а два набора красной, синей и янтарной подсветки — для насадок Peacock. Кроме того, насадки, называемые «журавли», позволяют струям воды раскачиваться из стороны в сторону. Запатентованный пусковой механизм позволяет каждой паре «журавлей» следовать за или против направления движения, двигаться вдоль длинными или короткими линиями, двигаться в любой их трёх скоростей, позволяя воде двигаться под музыку любого рода. В изначальном шоу использовались бумажные перфокарты, хотя новой системой управляют компьютеры. Насадки и насосы никогда не менялись, их только чистили и следили за их работой.
 Но все же шоу должны быть запрограммированы вручную. Даже самая простая из многих программ, используемых для создания шоу с одной трёхминутной песней, может занять от 2 до 4 часов. Grand Haven работает в ночное время, и его можно увидеть с трибуны, установленной на берегу в Grand Haven. «Голос музыкального фонтана» (который озвучивал местный житель Рон Хартсема) сопровождаемый небольшой струёй воды, освещённой оранжевым цветом, представляет каждое шоу.

- Строительство цветомузыкального фонтана в г. Пенза было приурочено к 60-летию Великой Октябрьской социалистической революции в 1977 году. Фонтан введен в эксплуатацию в 1979 г.[3]

- «Фонтан-часы» в Ярославле, на основе комплекса «Светокомпозитор» со встроенным часовым механизмом очень точного хода, позволяет показывать струями текущее время.[4]

- В 2008 году в Севастополе в районе площади Нахимова установлен музыкальный фонтан с автоматическим анализом звука в реальном времени. Задействованный в составе автоматики фонтана промышленный компьютер использует новейший алгоритм управления водными струями. В распоряжении компьютера три банка музыкальных произведений для разного времени суток: c 8:00 утра до 18:00 проигрываются композиции для гуляющих обычно в это время детей и пенсионеров (банк около 10 тыс. композиций со случайным выбором), с 18:00 до 22:00 воспроизводится развлекательный репертуар для представителей среднего возраста, и с 22:00 до 23:00 музыка для молодёжи.[5]

Музыкальные фонтаны в Санкт-Петербурге
На территории города существуют три больших музыкальных фонтанных комплекса:
- фонтанный комплекс у Финляндского вокзала;
- фонтанный комплекс на Московской площади;
- плавучий фонтан на Неве (установка которого в 2009 году сомнительна).

Автор фонтанных комплексов на площади Ленина, у Финляндского вокзала и соответственно, на Московской площади — архитектор Александр Мельниченко (технологическая часть разработана инженерами немецкой фирмы OASE).
Фонтанный светодинамический комплекс (самый большой в России) «Навеки с Россией» в столице Мордовии г. Саранск; открытие состоялось 7 августа 2012 и было приурочено к тысячелетнему юбилею единения народов Мордовии и России.
Музыкальные фонтаны в Ульяновске
Одной из достопримечательностью Ульяновска считаются его фонтаны. Пять фонтанов работают на акватории реки Свияги, во всех районах города.. Самый значимый фонтан — светомузыкальный, открытый[когда?] на 360-летие города.
Музыкальные фонтаны Юга России
В 2007 году  подобный фонтан был открыт в станице Северской, в 40 км от Краснодара.

В 2008 году строительство музыкального фонтана было осуществлено в станице Кущевская. 

В 2009 году был установлен музыкальный фонтан в г. Майкопе, на площади Ленина.

В 2011 году в день состоялось открытие самого большого музыкального плоскостного фонтана в Европе на Театральной площади г. Краснодар. В фонтане можно включить-выключить любую из 120 струй фонтана в произвольном порядке, установить их высоту, расцветить любой из 120 прожекторов фонтана в любой цвет, управлять фонтаном под музыку. 

В 2013 году, в Краснодаре появился ещё один поющий фонтан, торжественное открытие которого состоялось в день города.
В 2014 году установлен[где?] поющий каскадный фонтан «Аврора».

Фонтанный комплекс на территории президентского кадетского училища в Краснодаре.